# Berettyó–Körös-vidék
A Berettyó–Körös-vidék az Alföld délkeleti középtájainak egyike, nagyobbrészt a magyarországi Békés vármegye északi és Hajdú-Bihar vármegye déli részén, de kisebb sávja Jász-Nagykun-Szolnok vármegye délkeleti részére is áthúzódik, keleti területe pedig a romániai Bihar megye délnyugati és Arad megye északnyugati részén. A magyarországi területét tekintve 4361 km²-es, a Hortobágy-Berettyó, a Berettyó és a Körösök közötti síkságon hordalékkúpok és megsüllyedt medencék váltják egymást. Legfontosabb települései Magyarországon Gyula, Békés és Berettyóújfalu, a romániai oldalon Nagyvárad, Nagyszalonta és Margitta. Északról a Hajdúság és a Nyírség, északkeletről az Érmellék, keletről az Erdélyi-középhegység, délről és délnyugatról a Körös–Maros köze, északnyugatról a Közép-Tisza-vidék határolja. Magyarországi kistájai a Dévaványai-sík, a Nagy-Sárrét, a Berettyó–Kálló köze, a Bihari-sík, a Kis-Sárrét és a Körös menti sík, valamint idesorolják az Érmellék magyarországi résztájegységének tekinthető Érmelléki löszös hátat is, Romániában pedig a Berettyó-sík, a Bihari-sík keleti része, a Nagyváradi-kapu, a Nyárszegi magassík, a Szalontai-sík és a Csermői-magassík.
A szócikk adatai a Magyarország kistájainak katasztere alapján a középtáj magyarországi területeire vonatkoznak.

## Népesség
A 2011. évi népszámlálási adatok alapján a lakosság 30,1%-a nem tartozik vallási közösséghez, 33,5%-a református, 8,5%-a római katolikus, 1,6%-a görögkatolikus, 1,2%-a görögkeleti ortodox, 0,5%-a evangélikus. A magyar nemzetiségűek számaránya 86,3%, mellettük számottevő a cigányság (5,3%), a románok (2,2%), illetve a németek számaránya (0,7%).